# Apareiodon itapicuruensis
Apareiodon itapicuruensis is een straalvinnige vissensoort uit de familie van de rotszalmen (Parodontidae). De wetenschappelijke naam van de soort is voor het eerst geldig gepubliceerd in 1916 door Eigenmann & Henn.